# Vulturu (gmina w okręgu Vrancea)
Vulturu – gmina w Rumunii, w okręgu Vrancea. Obejmuje miejscowości Boțârlău, Hângulești, Maluri, Vadu Roșca i Vulturu. W 2011 roku liczyła 6277 mieszkańców.